# Serie Mundial de 1983
La Serie Mundial de 1983 fue disputada entre Baltimore Orioles y Philadelphia Phillies.
Los Baltimore Orioles resultaron ganadores al vencer en la serie por 4 partidos a 1.

## Desarrollo

### Juego 1
| Equipo       | 1 | 2 | 3 | 4 | 5 | 6 | 7 | 8 | 9 | C | H | E |
| ------------ | - | - | - | - | - | - | - | - | - | - | - | - |
| Philadelphia | 0 | 0 | 0 | 0 | 0 | 1 | 0 | 1 | 0 | 2 | 5 | 0 |
| Baltimore    | 1 | 0 | 0 | 0 | 0 | 0 | 0 | 0 | 0 | 1 | 5 | 1 |

LG: John Denny (1–0)  LP: Scott McGregor (0–1)  SV: Al Holland (1)  
HRs:  PHI – Joe Morgan (1), Garry Maddox (1)  BAL – Jim Dwyer (1)

### Juego 2
| Equipo       | 1 | 2 | 3 | 4 | 5 | 6 | 7 | 8 | 9 | C | H | E |
| ------------ | - | - | - | - | - | - | - | - | - | - | - | - |
| Philadelphia | 0 | 0 | 0 | 1 | 0 | 0 | 0 | 0 | 0 | 1 | 3 | 0 |
| Baltimore    | 0 | 0 | 0 | 0 | 3 | 0 | 1 | 0 | X | 4 | 9 | 1 |

LG: Mike Boddicker (1–0)  LP: Charles Hudson (0–1)  
HRs:  BAL – John Lowenstein (1)

### Juego 3
| Equipo       | 1 | 2 | 3 | 4 | 5 | 6 | 7 | 8 | 9 | C | H | E |
| ------------ | - | - | - | - | - | - | - | - | - | - | - | - |
| Baltimore    | 0 | 0 | 0 | 0 | 0 | 1 | 2 | 0 | 0 | 3 | 6 | 1 |
| Philadelphia | 0 | 1 | 1 | 0 | 0 | 0 | 0 | 0 | 0 | 2 | 8 | 2 |

LG: Jim Palmer (1–0)  LP: Steve Carlton (0–1)  SV: Tippy Martinez (1)  
HRs:  BAL – Dan Ford (1)  PHI – Gary Matthews (1), Joe Morgan (2)

### Juego 4
| Equipo       | 1 | 2 | 3 | 4 | 5 | 6 | 7 | 8 | 9 | C | H  | E |
| ------------ | - | - | - | - | - | - | - | - | - | - | -- | - |
| Baltimore    | 0 | 0 | 0 | 2 | 0 | 2 | 1 | 0 | 0 | 5 | 10 | 1 |
| Philadelphia | 0 | 0 | 0 | 1 | 2 | 0 | 0 | 0 | 1 | 4 | 10 | 0 |

LG: Storm Davis (1–0)  LP: John Denny (1–1)  SV: Tippy Martinez (2)  

### Juego 5
| Equipo       | 1 | 2 | 3 | 4 | 5 | 6 | 7 | 8 | 9 | C | H | E |
| ------------ | - | - | - | - | - | - | - | - | - | - | - | - |
| Baltimore    | 0 | 1 | 1 | 2 | 1 | 0 | 0 | 0 | 0 | 5 | 5 | 0 |
| Philadelphia | 0 | 0 | 0 | 0 | 0 | 0 | 0 | 0 | 0 | 0 | 5 | 1 |

LG: Scott McGregor (1–1)  LP: Charles Hudson (0–2)  
HRs:  BAL – Eddie Murray 2 (2), Rick Dempsey (1)
|                                                           |
| Campeón de las Grandes Ligas Baltimore Orioles 3.º título |